# Jegor Agarkow
Jegor Prokofiewicz Agarkow (ros. Его́р Проко́пьевич Ага́рков, ur. 2 czerwca?/15 czerwca 1912 w guberni kurskiej, zm. 3 lipca 1994 w Czelabińsku) – radziecki innowator produkcji, laureat Nagrody Stalinowskiej (1946). 
W 1943 wstąpił do WKP(b). Pracował jako spawacz elektryczny w zakładzie inżynierii transportu w Czelabińsku. Jesienią 1944 podjął inicjatywę połączenia małych sekcji i brygad, tym samym uwolnienie dodatkowych sił produkcyjnych poprzez zmniejszenie stanowisk kierowniczych. Jego inicjatywa została podchwycona przez prasę i uzyskała poparcie regionalnego komitetu partyjnego. A. został mianowany brygadzistą nowej, powiększonej młodzieżowej brygady Komsomołu. Podobno wprowadził przepływową metodę instalacji i spawania elektrycznego, co radykalnie zwiększyło wydajność, ale jednocześnie bardzo wyczerpywało pracowników wykonujących monotonne prace mechaniczne. Inicjatywa A. była szeroko reklamowana przez prasę, która nazwała ją „ruchem Agarkowa”. Po powiększeniu brygad rozpoczęło się łączenie warsztatów i sekcji, w ciągu 4 miesięcy zlikwidowano ponad 600 brygad i 628 innych struktur w całym kraju oraz zwolniono 2297 pracowników inżynieryjno-technicznych i 3790 wykwalifikowanych. Łącznie w ramach „inicjatywy” zwolniono ponad 48 tys. inżynierów i robotników, z których większość wysłano do zakładów przemysłowych na wyzwolonych terenach. W marcu 1946 A. został wybrany asesorem ludowym Sądu Najwyższego ZSRR. Od 1949 był kierownikiem Biura Działających Wynalazków (BRIZ) Uralskich Zakładów Inżynierii Transportu.